# Kortbølgeradio (kommunikation)
 Ikke at forveksle med Kortbølge.
 For alternative betydninger, se Kortbølgeradio. (Se også artikler, som begynder med Kortbølgeradio)
Kortbølgeradiokommunikation, kortbølgeradiofoni  eller kortbølgeradio benytter kortbølgefrekvenser. Det bredeste interval af kortbølgebåndet er i ITU region 1 (EU(inkl. Danmark)+Afrika+Rusland...) og udgøres af frekvensintervallet fra 1605 kHz til 30 MHz.
Kortbølgebåndet kan modtages af visse radiomodtagere – og kortbølge-transceivere anvendt af radioamatører, kommercielle brugere og offentlige myndigheder (i DK fx kystradiostationer).
Der er også andre definitioner af kortbølgebåndets frekvensinterval:
- 1710 kHz til 30 MHz, i ITU region 2 (nord- og syd-amerika...)
- 1800 kHz (160 meter radioamatørbånd start) til 30 MHz
- 2300 kHz (120 meter bånd start) til 30 MHz
- 2300 kHz (120 meter bånd start) til 26,1 MHz (11 meter bånd slut)[2][3]
- I Tyskland og måske Østrig kan ITU region 1 kortbølgebåndet være underinddelt i:
  - de:Grenzwelle ("grænsebølger"): 1,605-3,8 MHz[4]
- I Tyskland er der også set:
  - de andre ovenstående definitioner[5]

En stor del af kortbølgebåndet bliver også benævnt HF for højfrekvens (en. High Frequency). HF dækker eksakt 3 MHz til 30 MHz.

## Historisk
I 1912 pålagde U.S. Congress Radio Act of 1912 på radioamatører, hvilket begrænsede deres virke til frekvenser over 1,5 MHz (bølgelængde 200 meter eller mindre). Myndighederne troede at disse frekvenser var ubrugelige. Radioamatørenes brug af kortbølge ledte til opdagelsen af kortbølgeudbredelse via ionosfæren i 1923. 1930'erne blev kortbølgeradioens guldalder.
Svaret på hvorfor de efterfølgende bånd både kaldes ved deres bølgelængde i meter og frekvens i Hertz skyldes, at radiobølger i radiofoniens barndom, kun kaldte radiobølger ved deres bølgelængde i meter. Mellem ca. 1923 til 1960 anbefales det at angive radiobølgers frekvens i cycles-per-second (cps). Fra 1960 angives frekvens i Hertz. Som det ses angives båndene i meter og det er fra omkring år 2000 den mest udbredte benævnelse. Selvom et frekvensbånd benævnes et antal meter, behøver den givne bølgelængde, ikke at være indeholdt i frekvensbåndet (regn fx på 11, 15, 120 meter båndene). Skal man stille ind på en radiostation, angives den ved sin bærebølges frekvens.

## Radiofonibånd
Radiofoni via kortbølge har fået tildelt følgende frekvensbånd – som dog varierer noget afhængig af ITU-regionen. Fra starten af ITU's båndregulering og til nu, er der mange kortbølgestationer, som sender på frekvenser udenfor de listede bånd. Se i kilderne:
| Radiolytterbånd | Frekvensinterval (kHz) ITU region 1 Omfatter Europa |
| --------------- | --------------------------------------------------- |
| 120 meter       | 2300 - 2495                                         |
| 90 meter        | 3200 - 3400                                         |
| 75 meter        | 3900 - 4000                                         |
| 60 meter        | 4750 - 5060                                         |
| 49 meter        | 5900 - 6200                                         |
| 41 meter        | 7200 - 7450                                         |
| 31 meter        | 9400 - 9900                                         |
| 25 meter        | 11600 - 12100                                       |
| 22 meter        | 13570 - 13870                                       |
| 19 meter        | 15100 - 15800                                       |
| 16 meter        | 17480 - 17900                                       |
| 15 meter        | 18900 - 19020                                       |
| 13 meter        | 21450 - 21850                                       |
| 11 meter        | 25670 - 26100                                       |

## Radioamatørbånd
Radioamatører har fået tildelt følgende frekvensbånd i kortbølgebåndet – som dog varierer med ITU-regionen - og især land:
| Radioamatørbånd | Frekvensinterval (kHz) |
| --------------- | ---------------------- |
| 160 meter       | 1810 - 2000            |
| 80 meter        | 3500 - 3800            |
| 60 meter        | 5250 - 5450            |
| 40 meter        | 7000 - 7200            |
| 30 meter        | 10100 - 10150          |
| 20 meter        | 14000 - 14350          |
| 17 meter        | 18068 - 18168          |
| 15 meter        | 21000 - 21450          |
| 12 meter        | 24890 - 24990          |
| 10 meter        | 28000 - 29700          |

## Kortbølge i Danmark
DRs kortbølgetjeneste Radio Danmark (kaldet "Kortbølgeradioen") blev nedlagt den 1. januar 2004, efter at have eksisteret siden 1948. De sidste år blev Radio Danmark sendt via NRKs kortbølgesendere.   Danmark har nu tre privatejede radiostationer, der sender på kortbølge: I 2004 begyndte World Music Radio (WMR) at sende på kortbølge fra Danmark - i 2021 sender stationen på kortbølge fra Bramming (5930 kHz), Randers (15790 kHz) og Mårslet (25800 kHz), i 2018 begyndte Radio OZ-Viola fra Hillerød at sende på kortbølge - frekvensen er 5980 kHz, og i 2020 gik københavnske Radio208 i luften på kortbølge 5970 kHz.